# ジェームズタウン (ロードアイランド州)
ジェームズタウン（英: Jamestown）は、アメリカ合衆国ロードアイランド州のニューポート郡にある町。人口は5,559人（2020年）。ナラガンセット湾にあるコナニカット島と2つの無人島から成る。

## 歴史

### インディアン
今から約1万年ないし1万2千年前、最終氷河期が終わるときに、現在のジェームズタウン地域に人類が入って来て、小川や川の近くに定着した。氷河が融けているときであり、海面が上がり、低地を海水で満たし、ナラガンセット湾ができた。この海面上昇によって人類は高度の高い場所へ移動し、初期に住んでいた場所の名残の大半が水没した。コナニカット島で見つかった最古の人工物は紀元前3000年頃のものとされている。

### ヨーロッパ人の到着
1524年、イタリアの探検家ジョバンニ・ダ・ヴェラッツァーノとその乗組員がナラガンセット湾を訪れた。1636年あるいは1637年、「ダッチ島」が毛皮交易業者に使われていた。1638年、イングランド人がコナニカット島を羊の放牧に使うよう手配した。

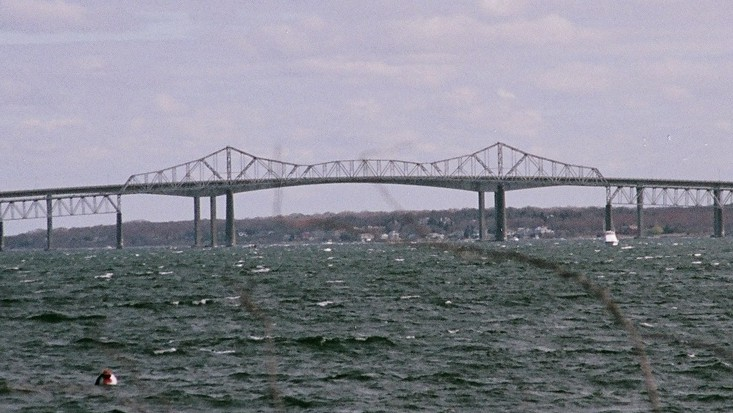
最初のジェームズタウン橋、1940年から解体された2006年まで、ジェームズタウンとノースキングスタウンを繋いだ

1675年までにコナニカット島とニューポートの間で渡し船が運航されるようになった。1678年、コナニカット島がジェームズタウンの町として法人化された。この時の人口は約150人だった。町名はヨーク公ジェームズ（後のジェームズ2世、1685年就位）にちなんで名付けられた。
1710年までに、コナニカット島の現在ある道路の多くが配置されていた。1728年、ジェームズタウンの町はトウモロコシを挽くために風車を建設した。島には水車を回すような水源が無かったので海からの風力を使った。

### アメリカ独立戦争
1775年12月10日、イギリス兵とドイツ人傭兵200名がコナニカット島イーストフェリーに上陸し、ウェストフェリーまで行軍して、船着き場の家を焼いた。この部隊がイーストフェリーまで戻るときに、14軒の家屋など多くの建物を破壊した。このために556人居たコナニカット島住人のうち200人以上が本土に逃亡した。
1776年12月、イギリス艦隊がナラガンセット湾に到着し、ニューポートを占領した。イギリス軍はダンプリング砦（現在はウェザリル砦の一部）の植民地民兵の砲台と、ビーバーテイルのコナニカット砲台（ゲティ砦のすぐ南、バッテリー・レーンの外れ）を奪った。イギリス軍は1779年10月にナラガンセット湾を去った。その去っていくときに、占領していた要塞を破壊し、ビーバーテイル灯台を燃やし尽した。

### 18世紀と19世紀
1784年までにビーバーテイル灯台は運営を再開できるまで修復された。1787年、ジェームズタウンは、イギリス軍の占領の間に破壊されていたジェームズタウン風車とクエーカー集会所を再建した。

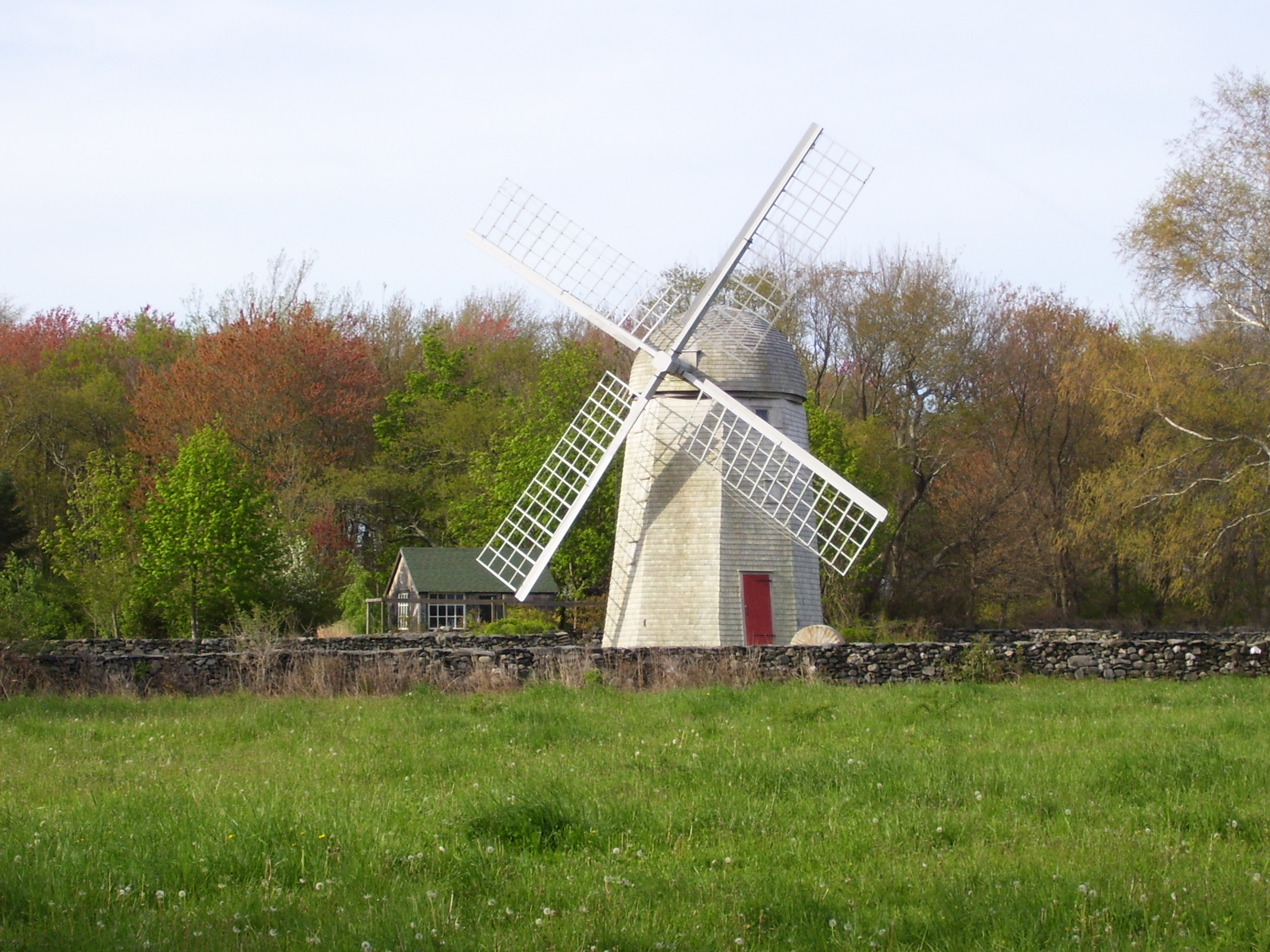
ジェームズタウン風車、1787年再建

1800年、イースト・パッセージを見下ろしていた以前の要塞の跡にダンプリング砦が建設された。最も高い崖の上に建てられた高い石造りの塔には8門の大砲を備えられた。
1872年、ジェームズタウンの町は蒸気駆動のフェリー船を発注した。1873年5月、ジェームズタウンとニューポートの間でフェリーの運航が始まった。ニューポートとの間に信頼でき快適なフェリーが使えるようになり、農業主体のコナニカット島に著しい影響を与えた。ジェームズタウンは日帰り旅行や夏の休暇の目的地になった。
1880年代と1890年代は建設ブームとなり、ホテル、個人用夏の家、町政府の建物などが建てられた。島の人口は1870年から1900年の間に3倍になった。

### 20世紀の始まりから現在
1890年から第一次世界大戦が終わるまで、軍隊の要塞づくりが盛んに行われた。1898年に始まった米西戦争がその触媒となった。ダッチ島のグレブル砦建設が始まった。陸軍省がゲティ砦の用地31エーカー(130,000 m²) を買収し、砦を急速に建設した。ウェザリル砦を建設するためにダンプリング砦近くの夏の家が接収された。コナニカット砲台近くのプロスペクトヒルでさらに土地が取得され、見張り所と消防署が造られた。政府はグールド島に機雷保管所と試験施設を設立した。その後第一次世界大戦の終戦時にコナニカット島要塞は使用されなくなった。

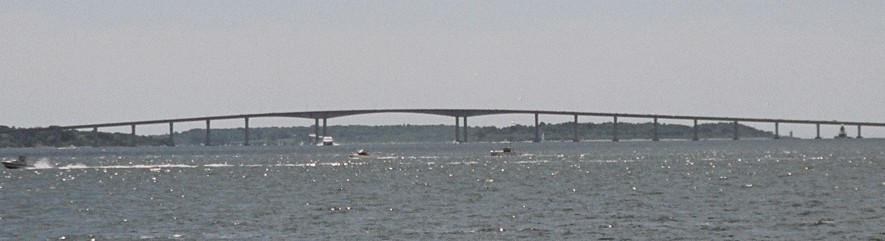
ジェームズタウン・ベラッツァーノ橋、1992年建設、ジェームズタウンとロードアイランド州本土とを繋いだ

一方で、ジェームズタウンは夏の観光地として繁栄するようになった。1903年にはホテルが9軒あった。しかし、大型リゾートの全盛期はジェームズタウンでも他の場所でも短期間だった。1920年代に羽振りの良かった客が急速に減少した。1938年にはソーンダイク・ホテルが解体された。
1938年、大型ハリケーンのために、ナラガンセット湾地域で多くの物的損害を受け、300人以上の人命が失われた。マッカレルコーブ・ビーチから砂の多くを取り去り、人気のあったビーチ・パビリオンを破壊した。ウェストフェリーの船着き場を破壊したことで、本土のサンダースタウンとを繋ぐ橋の建設承認を加速させた。初代のジェームズタウン橋は1940年夏に開通し、西部への通行が日夜可能になったことで、フェリーの運航に代替することになった。
1941年、大型ホテルの1つ、ガードナー・ハウスが数年間使われなくなっていた後で、取り壊された。その跡にUSOビルが建設された。戦後、このビルは町が買収し、現在はコミュニティセンターと呼ばれている。2002年に広範な庭園を造り、改修された。
第二次世界大戦によって、コナニカット島のゲティ砦やウェザリル砦、ダッチ島のグレブル砦、ゴート島の機雷工場、グールド島の機雷保管所などナラガンセット湾周辺の軍事基地を設立し、再度活性化された。
1969年、ニューポート橋が完成し、サウス郡（ワシントン郡）からニューポートまで、ロードアイランド州道138号線を連続した高規格道路で繋いだ。その完成で、伝統的なフェリー便が廃止された。

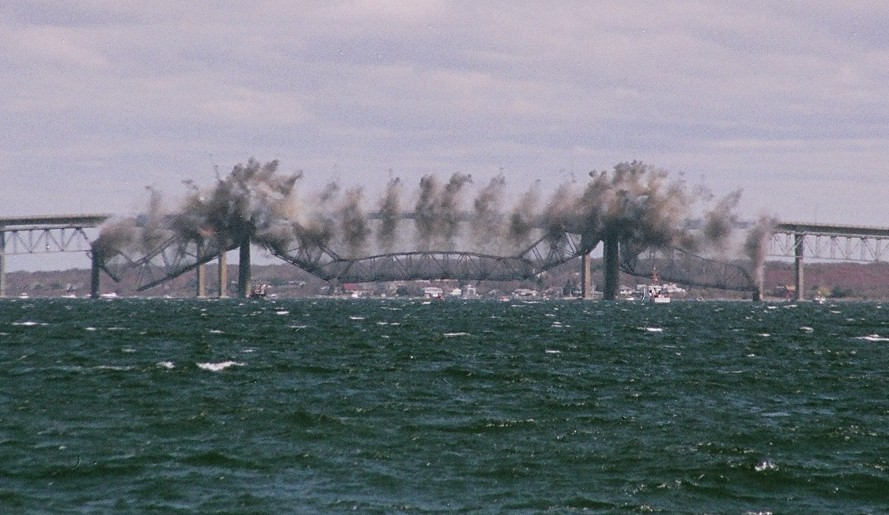
初代ジェームズタウン橋の解体、2006年

大型ホテルで最後まで残っていたベイビュー・ホテルが1960年代に営業を止めた。その建物は1985年に解体された。その4年後、その跡にベイビュー・コンドミニアムがオープンした。この建物の外観はホテルの外観に極めて似せて設計された。タイムシェア・リゾートとして運営しているベイ・ボエジ・ホテルが、ジェームズタウンの東部港地域に並んでいた多くのホテル群の最後の生き残りとなっている。
1992年、1940年に建設されていた狭い鋼製橋に代わってジェームズタウン・ベラッツァーノ橋が完成した。この建設時に西部の新しいアクセス道路とコナニカット島内部を横切る高規格道路が建設された。

## 地理

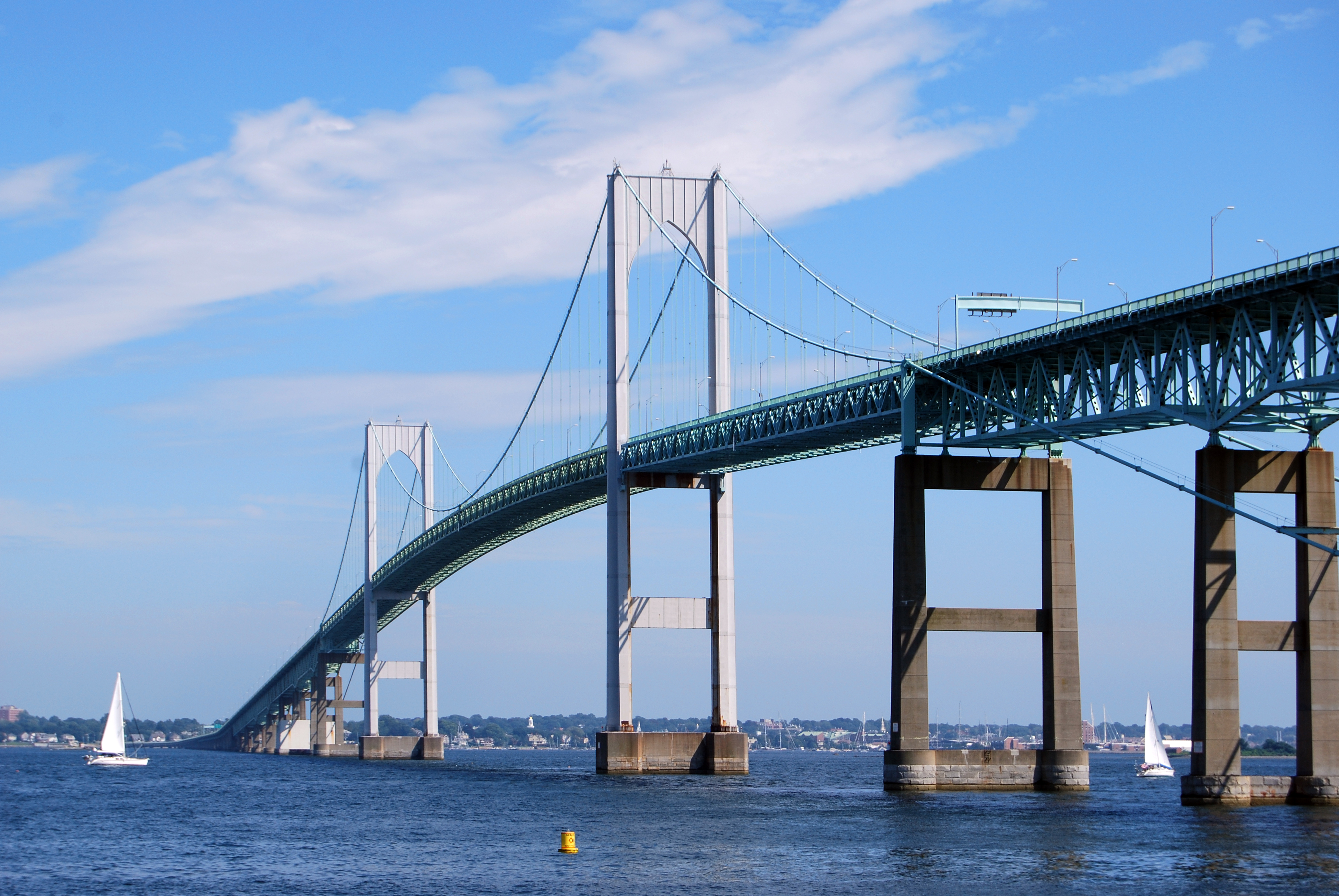
ニューポート橋、ジェームズタウンとアクィドネック島の都市ニューポートとを繋いだ

アメリカ合衆国国勢調査局に拠れば、市域全面積は35.3平方マイル (91 km2)であり、このうち陸地9.7平方マイル (25 km2)、水域は25.6平方マイル (66 km2)で水域率は72.55%である。
ロードアイランド州道138号線がジェームズタウンを通る唯一の州道であり、西のノースキングスタウンと（ジェームズタウン・ベラッツァーノ橋経由）、東のニューポート（ニューポート橋経由）を結んでいる。

## 人口動態
以下は2000年の国勢調査による人口統計データである。
| 基礎データ - 人口: 5,622 人 - 世帯数: 2,359 世帯 - 家族数: 1,625 家族 - 人口密度: 224.0人/km2（580.0 人/mi2） - 住居数: 2,769 軒 - 住居密度: 110.3軒/km2（285.7 軒/mi2） 人種別人口構成 - 白人: 97.55% - アフリカン・アメリカン: 0.78% - ネイティブ・アメリカン: 0.21% - アジア人: 0.39% - 太平洋諸島系: 0.00% - その他の人種: 0.23% - 混血: 0.84% - ヒスパニック・ラテン系: 0.89% | 年齢別人口構成 - 18歳未満: 22.0% - 18-24歳: 4.3% - 25-44歳: 25.4% - 45-64歳: 33.5% - 65歳以上: 14.7% - 年齢の中央値: 44歳 - 性比（女性100人あたり男性の人口） - 総人口: 94.6 - 18歳以上: 91.6 世帯と家族（対世帯数） - 18歳未満の子供がいる: 28.3% - 結婚・同居している夫婦: 58.5% - 未婚・離婚・死別女性が世帯主: 8.0% - 非家族世帯: 31.1% - 単身世帯: 25.9% - 65歳以上の老人1人暮らし: 9.9% - 平均構成人数 - 世帯: 2.38人 - 家族: 2.88人 | 収入と家計（2000年データ） - 収入の中央値 - 世帯: 63,073米ドル - 家族: 77,990米ドル - 性別 - 男性: 50,185米ドル - 女性: 35,056米ドル - 人口1人あたり収入: 38,664米ドル - 貧困線以下 - 対人口: 2.9% - 対家族数: 1.7% - 18歳未満: 1.4% - 65歳以上: 3.1% |

## 地質史
ロードアイランド州の全体は火山弧すなわちアバロニアと呼ばれる微小大陸の一部であり、5億6,500万年以上まえに赤道の南に形成されていた。
アバロニアが北に漂流し、約4億年まえに原始北アメリカ大陸に衝突した。その衝撃により現在のニューイングランド各州となった陸地の大半を形成し、アパラチア山脈北部の大半も造った。
約3億5,000万年前、北アメリカと北アフリカが、超大陸パンゲア形成の一部として衝突した。1億年以上の間、ジェームズタウンは超大陸の中、深く入っていた。ナラガンセット湾地域によく見られる頁岩と石炭の層はこの時代に形成された。約2億年前、パンゲアが壊れ、大西洋ができ、緩りと広がった。
過去75,000年間、ジェームズタウンまで少なくとも2回の氷河が伸びてきた。それらがナラガンセット盆地の水路を削り、地域全体に岩と土壌の堆積を残した。氷河は約12,000年前に退いて行った。海面は今日より数百フィート低かったが世界中で氷河が融け、海面が上がり、大陸棚を覆い、ナラガンセット湾を満たした。

## 大衆文化の中で
1992年の映画『Wind』、2000年の『ふたりの男とひとりの女』、『American General』、2007年の『いつか眠りにつく前に』、同じく『Dan in Real Life』、2012年の『ムーンライズ・キングダム』はジェームズタウンや、 ミドルタウンとニューポートなど近くのアクィドネック島の町で撮影された。

## 国家歴史登録財と見どころ

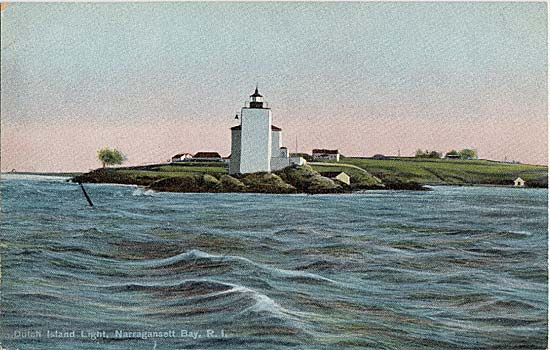
ダッチ島灯台

- アーティラリー公園
- ビーバーテイル灯台
- トマス・カー農園跡地
- コナニカット砲台
- コナニカット島灯台
- ダッチ島灯台
- ダンプリング砦跡地
- フレンズ集会所
- ハザード農園
- ホースヘッド・マーベラ（夏の家）
- ジェームズタウン考古学地区
- ジェームズタウン風車
- オールドフレンズ考古学遺跡
- ウィンドミルヒル歴史地区